# 토털 논스톱 액션 레슬링
토털 논스톱 액션 레슬링(Total Nonstop Action Wrestling)은 2002년 제프 제럿과 제리 제럿 부자에 의해 창설된 프로레슬링 단체로 제2의 WCW라고도 불렸다. 초대 회장은 제프 제럿의 아버지인 제리 제럿이었으나, 제리 제럿이 판다 에너지 인터내셔널에서 회사를 넘겨주며 경영진이 교체되었으며 판다 에너지 인터내셔널과 TNA의 실질적인 소유자 제임스 카터가 자신의 딸 딕시 카터에게 사장의 자리를 임명했다. 2017년 카터 일가가 TNA 지분을 캐나다의 회사인 앤섬 스포츠 엔터테인먼트 측에 넘겨주고 떠나면서 앤섬 스포츠의 애드 노드홈이 새로운 사장이 된다. 본거지는 테네시주 내쉬빌이었으며, 내쉬빌에 있는 경기장에서 TNA가 매주 일요일마다 위클리 PPV를 개최했으나 2007년 5월 이후 임팩트를 방영하면서 플로리다주 올랜도의 유니버셜 스튜디오에서 녹화가 이루어졌다. 2013년 3월 14일부터는 전국을 순회하며 임팩트 레슬링을 개최하다가 2013년 11월부터 다시 유니버셜 스튜디오에서 녹화를 진행한다. 2017년 11월 8일 미국 테네시주 내쉬빌에 있던 임팩트 레슬링 본사를 모기업 앤섬 스포츠 엔터테인먼트의 본사가 위치한 캐나다 온타리오주 토론토로 이주하였다. 2019년 1월 NFL 잭슨빌 재규어스와 EPL 풀럼 FC의 구단주이기도 한 억만장자 샤히드 칸, 토니 칸 부자에 의해 AEW가 창설된 후 북미 서열 2위 단체의 지위를 빼앗겼다. 그리고 2022년 AEW 회장인 토니 칸이 북미 서열 4위 단체였던 ROH까지 인수하면서, 임팩트 레슬링의 위상은 ROH에게마저 위협받고 있는 상황이다. 
현재는 단체명과 동일한 명칭의 메인 브랜드인 임팩트 레슬링(Impact Wrestling), 2진급 프로그램인 익스플러즌(Xplosion)으로 구성되어 있으며, 미국현지에서는 팝 TV가 임팩트를, Extreme Sports 채널에서 익스플러즌을 방영해주고 있다.

## 역사

### TNA의 시작, Total Nonstop Action
TNA 역시 WWE, WCW, ECW와 마찬가지로 NWA 연맹소속이었으나 2007년 5월에 NWA 연맹을 탈퇴하였다. (덕분에 NWA 월드 헤비웨이트 챔피언 , NWA 월드 태그팀 챔피언 벨트는 NWA 연맹으로 돌아가게 되었고, TNA만의 고유벨트였던 TNA X-디비전 챔피언 벨트는 디자인만 바뀌었다.)
출범 초창기에는 주간 페이 퍼 뷰(Pay-Per-View) 체제에 4각링을 사용하였으나 2004년 6월 임팩트(Impact!)가 신설되면서 6각링으로 바뀌었다가 2010년 1월부터 원래의 4각링으로 다시 바뀌었다. 2014년 6월 팬투표 및 이사회의 결정에 따라 4년 6개월만에 다시 6각링으로 돌아가게 된다. 창설자였던 제프 제럿이 2014년 4월 새롭게 창설한 단체 글로벌 포스 레슬링과 2015년 6월부터 제휴관계를 형성한다.
2016년 8월 12일, 딕시 카터가 사장직에서 물러나, 회장 겸 수석 전략 책임가(CSO)로 이동하고 가수 빌리 코건이 새로운 사장이 되었으나, 코건은 카터와의 문제로 소송을 하게 되었지만 패소하며 2016년말 TNA를 떠나게 되고, 2017년 1월 앤섬 스포츠 & 엔터테인먼트에서 딕시 카터가 소유한 85%의 지분을 사며 TNA를 인수하고 대주주가 되며 동시에 애드 노드홈을 새로운 사장으로 임명한다. 딕시 카터는 5%의 지분을 가진 소주주로 남게 되었고, 동시에 앤섬 스포츠 & 엔터테인먼트의 고문으로 임명되었다.

### Impact Wrestling으로 단체명 변경
앤섬 스포츠 & 앤터테인먼트가 대주주가 되고 2달 뒤인 2017년 3월 9일 단체명을 TNA에서 임팩트 레슬링으로 바꾸게 된다. 3월 12일 프로레슬링 노아, 더 크래쉬 루차 리브레와 삼각 제휴관계를 형성하였고, 2017년 3월 19일 AAA와 5년만에 다시 제휴관계를 형성한다.
2017년 3월부터 글로벌 포스 레슬링 임직원,레슬러들이 다시 모습을 드러내었고 결국 2017년 4월 20일 글로벌 포스 레슬링과 임시 합병을 유지하다, 동년 6월 공식적으로 합병을 발표하고 단체명은 글로벌 포스 레슬링이 되었다. 4달만에 다시 단체명이 바뀌었다. 동년 9월 임원이던 제프 제럿이 무기한 휴양을 발표하였고, 단체이름을 다시 임팩트 레슬링으로 변경하였다. 10월 23일 임팩트 레슬링이 공식 SNS로 제프 제럿, 글로벌 포스 레슬링과 관계를 청산하고 동시에 글로벌 포스 레슬링과의 완전 합병이 되지 않았다고 발표했다. 11월 8일 미국 테네시주 내쉬빌에 있었던 본사를 캐나다 온타리오 주 토론토로 이주하며 미국단체에서 캐나다단체로 전환하였다.

### 유니버셜 스튜디오를 떠나다
2013년 3월 14일, TNA가 그동안 유니버셜 스튜디오 사운드 스테이지 21에서 녹화 방송만 이루어졌던 Impact Wrestling을 , 전국을 순회하며 격주 생방송 , 녹화방송을 시작하게 되었다. 하지만 최근, 시청률에 큰 영향이 없자 전국을 순회하되 다시 녹화 방송만 한다고 밝혔다.

### 유니버셜 스튜디오 복귀
2013년 11월부터 다시 유니버셜 스튜디오에서 격주 생방송, 녹화방송을 시작하였다. 기존의 사운드 스테이지 21보다 더 작은 사운드 스테이지 19에서 2014년 1월까지 녹화가 진행되었고, 2014년 3월부터 2017년 1월까지는 사운드 스테이지 20에서 녹화가 진행된다.
2017년 3월부터는 다시 오리지널 임팩트 존이 있는 사운드 스테이지 21로 복귀한다.

### 월드 오브 스포트 레슬링의 부활
영국 방송국 ITV와 힘을 합쳐 과거 영국 단체였던 월드 오브 스포트 레슬링을 부활시켰으나, 2019년 ITV가 AEW와 방송계약을 체결한 후 종료되었다.

### AEW와의 관계
전성기를 이끌던 핵심 선수들이 WWE로 이적하고, 막강한 자본력을 앞세운 AEW가 단숨에 북미 2위 단체의 지위에 올라서면서, 그 위상은 예전만 못하지만, 새로운 활로를 모색하기 위해 북미 2위 단체라는 자신들의 지위를 탈환해간 AEW와 손을 잡기도 하였다. 2021년 AEW의 간판 스타이자 세계 최정상급 프로레슬러 중 하나인 케니 오메가에게 임팩트 세계 챔피언 자리를 넘겨주면서까지, 케니 오메가를 임팩트 레슬링에 출연시켰다.

## 레슬러

### 남성
- 굿 핸즈
  - 제이슨 호치
  - 존 스카일러
- 네메스
  - 닉 네메스
  - 라이언 네메스
- 더 노던 아모리
  - 에릭 영
  - 주다스 이카루스
  - 트래비스 윌리엄스
- 래스컬즈
  - 트레이 미구엘
  - 재커리 웬츠
  - 마이론 리드
- 레온 슬레이터
- 마이크 산타나
- 맨스 워너
- 맷 카도나
- 무스
- 무스타파 알리
- 브라이언 마이어스
- 새미 캘러헌
- 세드릭 알렉산더
- 스티브 맥클린
- 아즈텍 워리어즈
  - 라레도
  - 옥타곤 주니어
- 에디 에드워즈
- 일라이자
- 제이크 섬띵
- 조 헨드리
- 크리스 베이
- 토미 드리머
- 프랭키 카자리안
- 하디즈
  - 매트 하디
  - 제프 하디
- 홈 타운 맨
- First Class
  - AJ 프란시스
  - KC 나바로
- JDC

### 여성 (녹아웃)
- 대니 루나
- 레이 잉 리
- 로즈마리
- 마샤 슬라모비치
- 마일라 그레이스
- 빅토리아 크로포드
- 스텝 드 랜더
- 애쉬 바이 엘레강스
- 앨리샤 에드워즈
- 인디 하트웰
- 인스퍼레이션
  - 제시 맥케이
  - 캐시 리
- 자야 브룩사이드
- 조디 트리트
- 카일린 킹
- 킬러 켈리
- 타샤 스틸즈
- 테사 블랜차드
- 할리 허드슨
- 헤더 바이 엘레강스
- M 바이 엘레강스

## 챔피언 현황
| 타이틀                        | 현재 챔피언                             | 획득한 날짜     | 이벤트               | 전 챔피언                            |
| ----------------------------- | --------------------------------------- | --------------- | -------------------- | ------------------------------------ |
| TNA 월드 챔피언               | 트릭 윌리엄스                           | 2025년 5월 25일 | WWE NXT 배틀그라운드 | 조 헨드리                            |
| TNA X-디비전 챔피언           | 레온 슬레이터                           | 2025년 7월 20일 | TNA 슬래미버서리     | 무스                                 |
| TNA 인터내셔널 챔피언         | 스티브 맥클린                           | 2025년 4월 17일 | TNA 언브레이커블     | 초대 챔피언                          |
| TNA 녹아웃 월드 챔피언        | 제이시 제인                             | 2025년 7월 20일 | TNA 슬래미버서리     | 마샤 슬라모비치                      |
| TNA 월드 태그팀 챔피언        | 하디즈                                  | 2025년 7월 20일 | TNA 슬래미버서리     | 네메스 (닉 네메스 & 라이언 네메스)   |
| TNA 녹아웃 월드 태그팀 챔피언 | 애쉬 바이 엘레강스 & 헤더 바이 엘레강스 | 2025년 3월 14일 | TNA 새크리파이스     | 스핏파이어 (조디 트리트 & 대니 루나) |

## VIP 이벤트용 비공식 챔피언십
- 임팩트 미니 골프 챔피언십 : 초대 챔피언 일라이 드레이크 (2018년 1월)
- 임팩트 마리오 카트 월드 챔피언십 : (2018년 8월)

## 사라진 챔피언 타이틀
| 타이틀                       | 초대 챔피언           | 마지막 챔피언   | 소멸된 날짜     |
| ---------------------------- | --------------------- | --------------- | --------------- |
| NWA 월드 헤비웨이트 챔피언   | 켄 샘락               | 크리스천 케이지 | 2007년 5월 13일 |
| NWA 월드 태그팀 챔피언       | AJ 스타일스 & 제리 린 | 팀 3D           | 2007년 5월 13일 |
| 월드 비어 드링킹 챔피언      | 에릭 영               | 제임스 스톰     | 2008년 2월 28일 |
| 퀸 오브 더 케이지            | 록시 레보             | ODB             | 2009년 4월 19일 |
| X 디비전 킹 오브 더 마운틴   | 카즈                  | 수어사이드      | 2009년 6월 21일 |
| TNA 킹 오브 더 마운틴 챔피언 | 제프 제럿             | 래쉴리          | 2016년 8월 13일 |
| 임팩트 그랜드 챔피언         | 애런 렉스             | 오스틴 에리스   | 2018년 6월 4일  |
| TNA 디지털 미디어 챔피언     | 조르딘 그레이스       | 스텝 드 랜더    | 2025년 3월 29일 |

## 같이 보기
- 월드 레슬링 올 스타스